# 人工智能术语表
本文旨在提供一份尽可能完整的有关人工智能与机器学习主题的条目列表，按条目对应的英文词组排序。

## A
- A*搜尋演算法
- 谷歌搜索AI概览
- 溯因推理——从一个观察开始，寻找最简单和最可能的解释的一种逻辑推理形式
- 抽象数据类型——数学模型的数据类型
- 抽象对象
- 抽象化——泛化的过程
- 加速变革
- 行动语言
- 激活函数
- 情感计算——現代計算機科學的一分支
- 代理式人工智能
- 人工智能加速器——适于人工智能应用的硬件加速设备
- 人工智能对齐
- 人工智能内容检测
- 人工智能的进展
- AI垃圾
- 算法——一系列的計算過程
- 算法效率
- AlphaFold——DeepMind研发的软件
- AlphaGo——由谷歌DeepMind開發，專門用來下圍棋的計算機程序
- 环境智能
- 算法分析
- 异常检测
- 蚁群算法
- 应用程序接口——设置子程序定义、协议和软件构建工具和应用程序
- 字符串近似匹配
- 通用人工智慧——理论假设上未来可能会出现的具备与人类同等智能、或超越人类的人工智能
- 人工智能法案——歐盟法律
- 人工智能促进协会
- 注意力机制——人工神经网络中一种模仿认知注意力的技术
- 自动机理论
- 自动机器学习
- 自动光学检查
- 自动推理
- 自动驾驶汽车——無需人工幹預即可行駛的汽車
- 自主机器人

## B
- 反向传播算法——人工神經網絡的優化算法
- 词袋模型
- 大数据——信息技术术语
- 大O符号
- 二叉树——计算机科学中一种数据结构
- 玻尔兹曼机
- 分支因子
- 暴力搜索

## C
- 聊天机器人——經由對話或文字進行交談的電腦程式
- Claude (语言模型)——Anthropic開發的大型語言模型
- 云机器人
- 聚类分析
- 认知架构
- 认知计算
- 认知科学——研究人腦和意識的跨領域學科
- 聚类分析
- 集体智能——從集體努力中產生的群體智慧
- 组合优化——一类具有离散变量的最优化问题
- 计算化学——化学分支
- 计算复杂性理论——數學理論
- 计算语言学——跨学科研究领域
- 计算数学
- 计算神经科学
- 计算数论
- 计算统计学
- 计算机科学——研究信息和計算的理論基礎
- 计算机视觉——從影像中擷取可電腦化的資訊
- 联结主义
- 约束编程
- 約束補償
- 构造语言
- 控制理论——数学或工程学分支领域
- 卷积神经网络——人工神經網絡
- 交叉（遗传算法）
- CUDA——NVIDIA所推出的一種軟硬體整合技術

## D
- Darkforest——计算机围棋程序
- 数据增强
- 数据集成——將不同來源與格式的資料邏輯上或物理上進行整合的過程
- 数据挖掘——數據開發、數據採集、數據採掘、數據開拓
- 数据预处理
- 数据科学——跨學科研究領域，側重於從資料中取得知識與見解
- 数据集——数据的集合
- 数据仓库——一种存储系统
- Datalog
- 决策边界
- 决策支持系统——在管理信息系统基础上发展起来的用于支持复杂决策和解决问题的系统
- 决策理论——研究代理人選擇的理由
- 决策树学习
- 声明式编程——描述目标的性质，让电脑明白目标，而非流程
- 深度学习——机器学习的研究分支
- Google DeepMind——谷歌旗下人工智能公司
- 深度求索——中国浙江杭州的人工智能公司
- 缺省逻辑
- 描述逻辑——正式知識表示的家族
- 扩散模型——深度学习算法
- 迪杰斯特拉算法——一种图搜索算法，用于寻找两点间的最短路
- 降维
- 判别模型
- 文档分类

## E
- 提前停止
- 集成学习
- 进化计算
- 通用人工智能的生存风险——一种认为通用人工智能最终可能毁灭人类的假说
- 专家系统
- 可解释人工智能

## F
- 特征提取
- 特征学习
- 特征缩放
- 特征选择
- 联邦学习
- 微调 (深度学习)
- 一阶逻辑——使用於數學、哲學、語言學及電腦科學中的一種形式系統
- 形式语言——用数学方法，借助标记和符号研究自然语言和人工语言生成和转换机制与规则的语言
- 前向算法
- 框架 (人工智能)
- 未来学
- 模糊控制——利用模糊数学的基本思想和理论的控制方法
- 模糊逻辑
- 模糊规则
- 模糊集——元素具有归属度的集合

## G
- 博弈论——經濟學理論
- Gemini (聊天机器人)——谷歌聊天机器人
- 泛化误差
- 生成对抗网络——通过让两个神经网络相互博弈的方式来进行生成式学习，为非监督式学习的一种方式
- 生成模型
- 生成式人工智能——能够根据提示生成内容的人工智慧
- 生成式预训练变换器——大型语言模型的种类
- 遗传算子
- 梯度提升技术
- 图 (数据结构)——計算機科學中的抽象資料結構
- 图 (数学)——由点和边组成的数学结构
- 图数据库——使用图结构进行语义查询，并使用节点、边和属性来表示和存储数据的一种数据库
- 图论——研究對象為圖的數學理論
- 图遍历
- Grok——xAI開發的人工智慧聊天機器人

## H
- 幻觉 (人工智能)
- 赫布理论
- 启发式算法
- 铰链损失
- 人文智能
- 超参数优化
- 超平面

## I
- 归纳编程
- 推理机
- 信息融合——从分散、异构数据源中整合数据的过程
- 信息处理语言
- 智力放大
- 智能控制
- 智能个人助理——助理軟體
- 解释 (逻辑)

## K
- 核方法
- 知识库——用于知识管理的一种特殊的数据库
- 知识蒸馏——神經網路訓練技術
- 知识交换格式
- k-均值聚类

## L
- 语言模型——基于语言客观事实抽象而成的概率或数学模型
- 大型语言模型——用大量文字建構的語言模型
- 潜在语义分析
- Lisp（编程语言）——編程語言
- 逻辑编程

## M
- 机器学习——對電腦系統用於在沒有明確指令的情況下執行任務的演算法與統計模型的科學研究
- 机器感知
- 机器视觉
- 机制设计
- 机电一体化——机电一体化
- 马尔可夫链——状态空间中经过从一个状态到另一个状态的转换的随机过程
- 数学优化——在一定约束条件下最大化或最小化某一目标函数的研究领域
- 元启发算法——程序算法
- Microsoft Copilot——由微軟開發的基於大型語言模型的聊天機械人
- 混合专家模型
- 模型选择
- 蒙特卡洛树搜索
- 多智能体系统
- 多层感知器——一种将输入的多个数据集映射到单一输出的数据集上的前馈人工神经网络模型
- 突变 (遗传算法)

## N
- 朴素贝叶斯分类器——分类算法
- 名称绑定
- 命名实体识别
- 自然语言生成
- 自然语言工具包
- 神经机器翻译
- 人工神经网络——模仿生物神經網路結構和功能的數學模型或計算模型
- 神经图灵机
- NP (复杂度)——非確定性圖靈機在多項式時間內可解決的決策問題的計算複雜度類別
- NP完全性——複雜度類別
- NP困难——术语
- 最近邻搜索
- 邻接法——生物信息学术语

## O
- 奥卡姆剃刀——哲学原理来判断可信度的陈述
- 线上机器学习
- 开源人工智能
- OpenAI——非營利人工智能研究組織、ChatGPT的開發公司
- OpenCog
- OpenNLP
- 过拟合——过度回应特定数据集，无法适应其他数据

## P
- 粒子群优化
- 路径依赖——目前的行動受到過去行動的限制
- 寻路
- 模式识别——计算机根据特征、属性或结构，确定一个物体、行为或现象属于某个模式类别或模式个体的过程
- 感知器
- 困惑度
- 谓词逻辑——逻辑类型
- 预测分析
- 主成分分析——統計分析、簡化數據集的方法
- 概率编程
- 编程语言——用於將指令傳達給機器的語言
- 解决问题——包括使用泛型或特设的方法,以有序的方式,寻找问题解决方案
- Prolog
- 提示工程——AI技术
- 命题演算——邏輯系統
- Python——通用高級編程語言
- PyTorch——以 Torch 為基礎的 Python 開放原始碼機器學習函式庫

## Q
- Q学习
- 量化 (数理逻辑)——邏輯運算符，限定論域中滿足公式的個體數量
- 量子计算——运用量子计算的计算机
- 查询语言——计算机语言用于查询数据库和信息系统

## R
- R编程语言——用于统计计算的编程语言
- 径向基函数网络
- 随机森林
- 循环神经网络——一類人工神經網絡，其中單元之間的連接形成有向循環
- 回归分析——統計學上一種分析數據的方法
- 正则化 (数学)
- 强化学习——一种从动物学习、参数扰动、自适应控制等理论发展而来，利用奖惩机制的学习方法
- 基于人类反馈的强化学习——以回饋內容來訓練機器學習的技術
- 特征学习
- 资源描述框架——形式語言
- 受限玻尔兹曼机
- 检索增强生成
- 机器人学——機器人的設計、建造、操作和應用
- 基于规则的系统

## S
- 搜索算法
- 语义网络——用於表示知識和建立認知模型的一種帶標號的有向圖
- 形式语义学
- 传感器融合
- 模拟退火——一种用于搜寻给定问题全局优化解的近似随机算法
- 软件——一系列按照特定順序組織的電腦資料和指令，是電腦中的非有形部分
- 软件工程——應用系統方法開發軟件
- SPARQL——资源描述框架（RDF）查询语言，语义网查询专有语言
- 稀疏字典学习
- 语音识别——自動將口語轉換為文字
- 统计分类——分类问题
- 统计机器翻译
- 推断统计学——統計學名詞
- 超智能——超越人类最强智能的智能体
- 监督学习——机器学习术语
- 支持向量机——用於監督統計學習的一套方法
- 符号人工智能
- 符號奠基問題
- 系统神经科学

## T
- 技术奇点
- 时序差分学习——一類無模型強化學習方法
- TensorFlow——機器學習軟件庫
- 理论计算机科学
- 计算理论——数学领域
- 机器人三定律
- 时间复杂度——计算机科学概念
- 主题模型
- 迁移学习
- Transformer架构——采用注意力机制的深度学习模型
- 超人类主义
- 变迁系统
- 树遍历——数据结构常用操作之一
- 图灵机——抽象計算模型
- 图灵测试——人工智能测试
- 类型系统——將稱為類型的屬性分配給計算機程序的各種構造的規則集，例如變量，表達式，函數或模塊

## U
- 无监督学习

## V
- Vibe coding——使用AI輔助的編程風格
- 视觉处理单元——視覺處理器

## W
- 弱人工智能——form of artificial intelligence
- 词嵌入——自然语言处理领域中以实值向量形式对词的含义进行编码的文本分析

## X
- XGBoost